# 李濬 (宋朝)
李濬（965年—1013年），字德渊，北宋冀州信都人，李超之子。
李濬举进士，担任知康州。宋真宗咸平年间，入朝为弄部详覆、御史台推直官。多次上书言事，担任开封府推官。景德初年，拜为虞部员外郎兼侍御史知杂事。跟随真宗至澶渊，回军后，奉命与陈尧咨安抚河北。次年，判吏部铨。被真宗宠信，擢升为枢密直学士，知开封府，处事谨慎，体察入微，以才干闻名京师。官至右司郎中，出知秦州，暴病而亡。